# Cymothoidae
Famille
Les Cymothoidae sont une famille de crustacés isopodes, c'est-à-dire proches des cloportes. Tous sont parasites externes d'animaux aquatiques, surtout de poissons marins, comme Cymothoa exigua. Ils sont fréquemment connus sous le nom de poux de mer.

## Description
Certains cymothoidés comptent parmi les plus grandes espèces d'isopodes, pouvant atteindre 75 mm de long. Le corps est légèrement asymétrique, probablement en relation avec la position sur l'hôte en cours de croissance. Les pièces buccales sont modifiées en raison du mode de vie parasitaire. Tous (sauf une espèce[Laquelle ?]) possèdent sept paires de pattes préhensiles[réf. nécessaire].

## Liste des genres
La famille, l'une des deux plus grandes des isopodes, comporte 325 espèces environ regroupées en 42 genres,.
William Elford Leach a formé plusieurs noms de genres, comme Anilocra, Nerocila ou Olencira sur des anagrammes de Carolina ou Caroline, le prénom de son épouse. Cette tradition a été perpétuée par d'autres auteurs.
Selon World Register of Marine Species (27 juin 2021) :
- Aegathoa Dana, 1853
- Agarna Schioedte & Meinert, 1884
- Amblycephalon Pillai, 1954
- Anilocra Leach, 1818
- Artystone Schioedte, 1866
- Asotana Schioedte & Meinert, 1881
- Bambalocra Bruce, Welicky, Hadfield & Smit, 2019
- Brucethoa Aneesh, Hadfield, Smit & Kumar, 2020
- Catoessa Schioedte & Meinert, 1884
- Ceratothoa Dana, 1852
- Cinusa Schioedte & Meinert, 1884
- Creniola Bruce, 1987
- Cterissa Schioedte & Meinert, 1884
- Cymothoa Fabricius, 1793
- Elthusa Schioedte & Meinert, 1884
- Emetha Schioedte & Meinert, 1883
- Glossobius Schiödte & Meinert, 1883
- Ichthyoxenos Herklots, 1870
- Idusa Schiödte & Meinert, 1884
- Isonebula Taberner, 1977
- Joryma Bowman & Tareen, 1983
- Kuna Bunkley-Williams & Williams, 1986
- Lathraena Schioedte & Meinert, 1881
- Livoneca Leach, 1818
- Lobothorax Bleeker, 1857
- Mothocya Costa in Hope, 1851
- Nerocila Leach, 1818
- Norileca Bruce, 1990
- Olencira Leach, 1818
- Ourozeuktes H. Milne Edwards, 1840
- Paracymothoa Lemos de Castro, 1955
- Philostomella Szidat & Schubart, 1960
- Pleopodias Richardson, 1910
- Plotor Schioedte & Meinert, 1881
- Pseudirona Pillai, 1964
- Renocila Miers, 1880
- Rhiothra Schioedte & Meinert, 1884
- Riggia Szidat, 1948
- Ryukyua Williams & Bunkley-Williams, 1994
- Smenispa Özdikmen, 2009
- Telotha Schioedte & Meinert, 1884
- Tetragonocephalon Avdeev, 1978

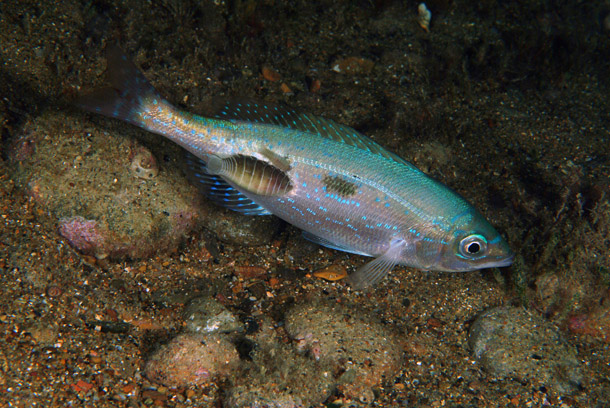
Anilocra sp.
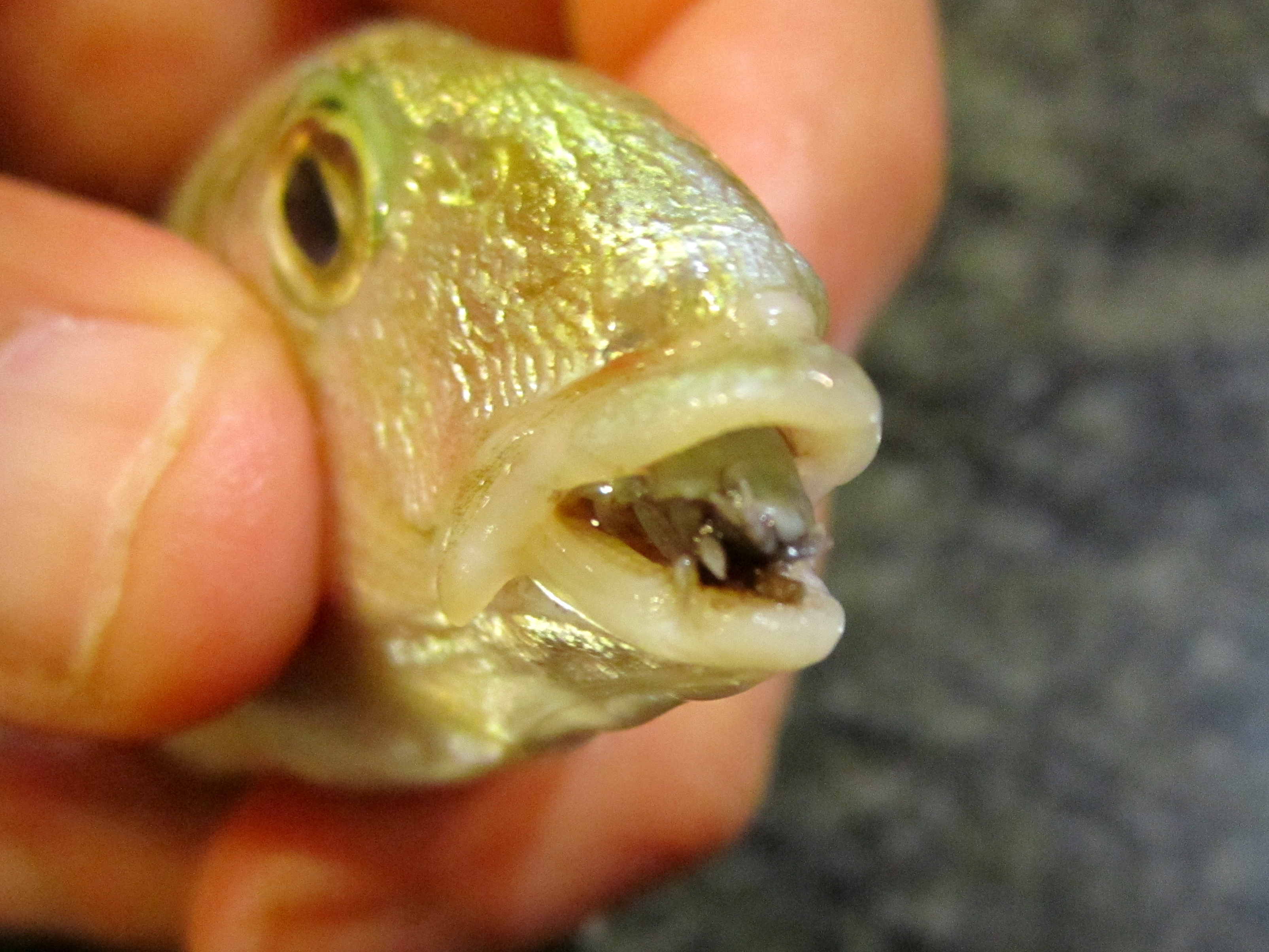
Cymothoa exigua, parasite linguial
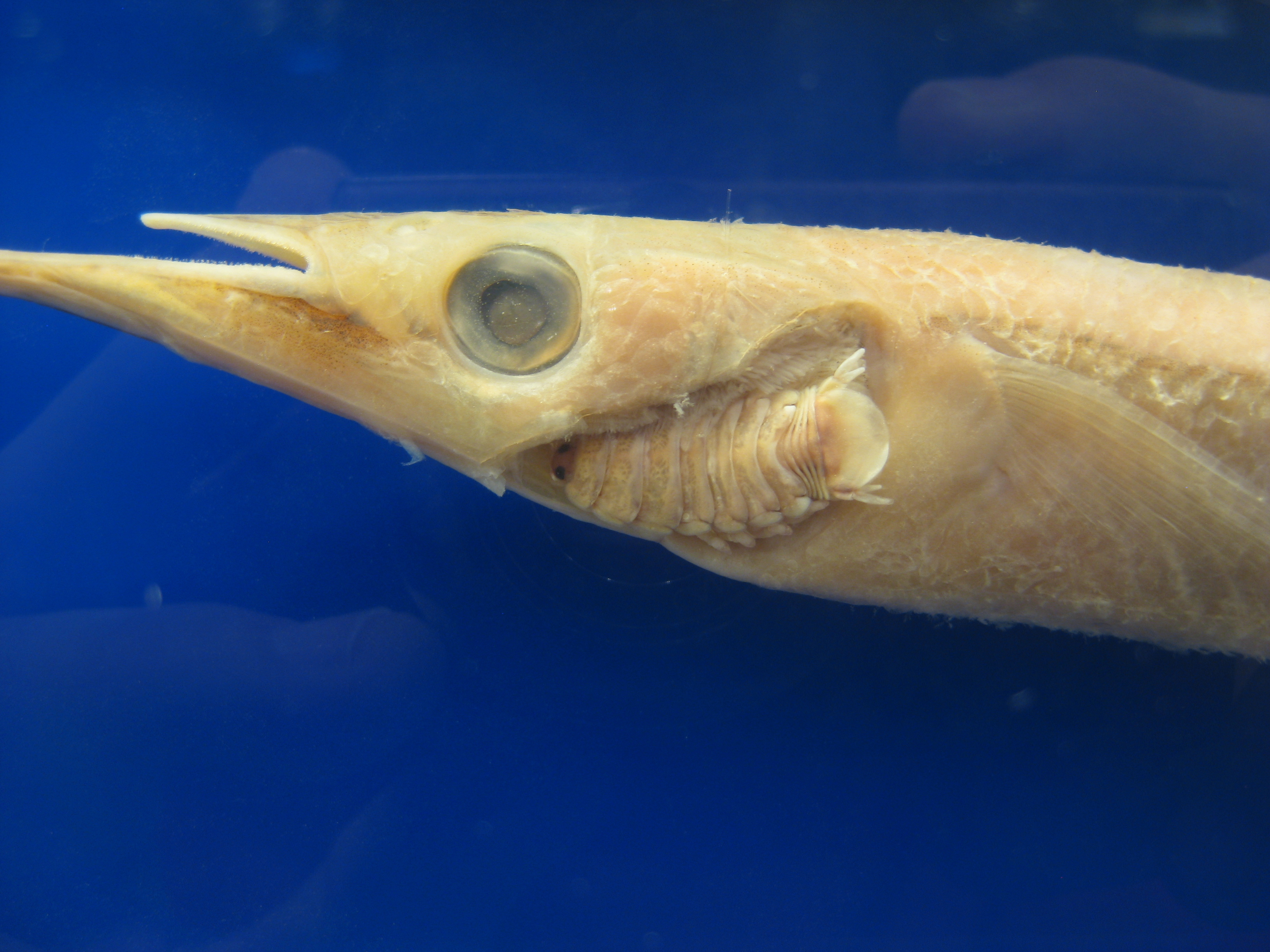
Mothocya sajori
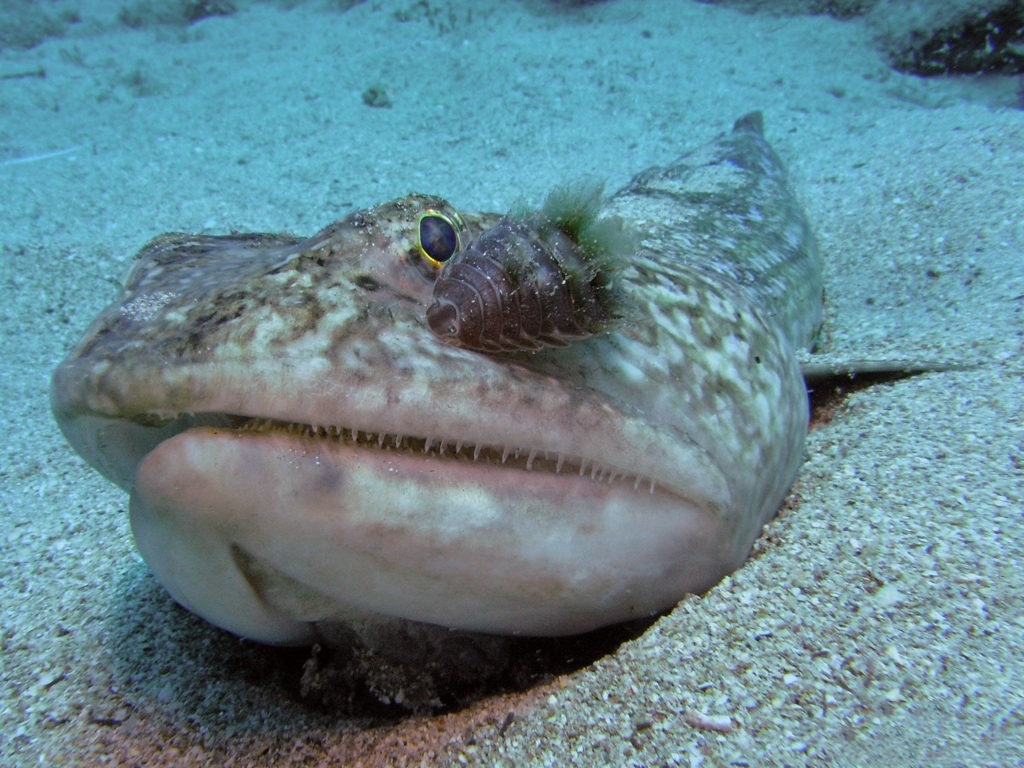
Nerocila armata